# Гертнер, Фридрих фон
Фридрих фон Гертнер (нем. Friedrich von Gärtner, 10 декабря 1791, Кобленц — 21 апреля 1847, Мюнхен) — архитектор немецкого неоклассицизма. Придворный архитектор баварского короля Людвига I. Наряду с Лео фон Кленце считается представителем баварского эллинизма, а также стиля неоренессанс первой половины XIX века.

## Биография
Фридрих фон Гертнер родился 10 декабря 1791 года в Кобленце в семье архитектора Иоганна Андреаса Гертнера (1744—1828) и его жены Барбары Сакс (1765—1818). Его отец участвовал в строительстве дворца Курфюрста в Кобленце. В 1809 году Гертнер Младший поступил в Мюнхенскую академию художеств. Затем был в Карлсруэ. В 1812 году переехал в Париж и учился там до 1814 года у Шарля Персье и Пьера Фонтена, архитекторов французского ампира. Затем жил несколько лет в Риме, Неаполе и на Сицилии.
В 1819 году Гертнер опубликовал свои наблюдения в аннотированном сборнике литографий «Виды наиболее сохранившихся памятников Сицилии» (Ansichten der am meisten erhaltenen Monumente Siziliens). В том же году Гертнер принял приглашение занять должность профессора архитектуры в Академии художеств в Мюнхене. Помимо преподавания, он был директором фарфоровой мануфактуры в Нимфенбурге и мастерской по росписи стекла.
В 1827 году баварский король Людвиг I поручил архитектору спроектировать новое здание Баварской государственной библиотеки (Bayerische Staatsbibliothek, 1832—1842). В фасадах здания Фридрих фон Гертнер воспроизвёл характерные черты Палаццо Питти во Флоренции (1458—1464) с венецианскими окнами, рустовкой и машикулями, чем положил начало стилю немецкого неоренессанса. Вначале этот стиль в Германии и Австрии называли: Rundbogenstil — «круглоарочным», по характерным арочным окнам и аркадам фасадов, и отождествляли с неороманским стилем.
С того времени Гертнер стал пользоваться особым доверием короля, который поручил ему планирование северного продолжения Людвигштрассе в Мюнхене со зданием Университета, также в неоренессансном стиле. По рекомендации Петера фон Корнелиуса в 1829 году Гертнер получил заказ на строительство Людвигскирхе (церкви Св. Людовика) в Мюнхене. Назначенный старшим строителем и генеральным инспектором памятников архитектуры и изобразительных искусств Баварии (Oberbaurat und Generalinspektor der architektonischen und plastischen Kunstdenkmäler Bayerns), Фридрих фон Гертнер взял на себя управление рядом общественных зданий. В 1840 году он отправился в Афины в сопровождении инженеров и художников, чтобы завершить строительство и внутреннее оформление Королевского дворца, возведённого по его проекту в 1836—1843 годах для короля Греции Оттона I (сына короля Людвига I) и его жены, королевы Амалии Ольденбургской.
По возвращении из Афин Гертнер, среди прочего, работал по восстановлению собора в Бамберге. В 1842 году он стал директором Мюнхенской академии художеств. Среди его учеников был, в частности, Август Бромейс и Фридрих Бюрклайн.
В 1842 году по распоряжению Людвига I Фридрих фон Гертнер начал строительство мемориала «Зал Освобождения» (Befreiungshalle). Огромное сооружение посвящено памяти павших героев в освободительных антинаполеоновских войнах 1813—1814 годов. Высится над водами Дуная на вершине горы Михельсберг (Michelsberg) недалеко от города Кельхайм в Баварии. За основу композиции был взят древнеримский Пантеон. Сооружение представляет собой цилиндр высотой около 60 м, перекрытый куполом и имеет четыре яруса. На трёхступенчатом стереобате установлены 18 каменных канделябров. Огромные статуи, расположенные на контрфорсах первого яруса работы скульптора И. Гальбига, олицетворяют собой восемнадцать племён, которые являются прародителями германской нации. Статуи как бы охраняют храм и защищают Германию. Третий ярус представляет собой галерею, которую образует круговая колоннада.
Архитектор Гертнер умер, не дождавшись окончания строительства. Здание было завершено Лео фон Кленце с некоторыми изменениями проекта, усиливавшими классицистические черты. Торжественное открытие «Зала Освобождения» состоялось 18 октября 1863 года. Оно было приурочено к пятидесятой годовщине «Битвы народов» под Лейпцигом.
В 1841—1844 годах по проекту Гертнера на Одеонсплац в Мюнхене, в начале улицы Людвигштрассе был возведён павильон Фельдхернхалле (нем. Feldherrnhalle — «Зал баварских полководцев») в виде лоджии, повторяющей архитектуру Лоджии деи Ланци во Флоренции.
В 1843—1850 годах севернее по Людвигштрассе по проекту Гертнера возвели трёхпролётную Триумфальную арку, высотой 21 м, воспроизводящую композицию знаменитой древнеримской Триумфальной арки императора Константина в Риме. Её название: Ворота Победы (нем.  Siegestor München). Венчающая арку мраморная квадрига, запряжённая четырьмя львами (лев — символ Баварии) была создана скульптором Иоганном фон Вагнером.
Таким образом, в то время как Лео фон Кленце в 1816—1830 годах формировал ансамбль «Новых Афин на Изаре» (нем. Neues Athen auf Izar ) в районе Кёнигсплац в западной части города, Фридрих фон Гертнер создавал «антикизированную ось» города в направлении север-юг.
В 1840 году король Людвиг I приказал Гертнеру расширить то, что было известно как Старое южное кладбище в Мюнхене. Гертнер планировал его архитектурное оформление в виде Кампо Санто (итал. campo santo — святое поле), как, например, в Болонье, со 175 арочными проёмами. Когда архитектор умер в 1847 году, он был сначала похоронен в склепе Карла Вильгельма фон Хайдека в старых галереях (Alte Arkaden) Старого Южного кладбища. 27 февраля 1850 года была освящена «Новая часть» Старого Южного кладбища и Гертнер, по указанию короля Людвига I, был перезахоронен в Новой части (Neue Arkaden).
В 1837 году Гертнер получил Рыцарский крест ордена «За гражданские заслуги перед баварской короной» (des Verdienstordens der Bayerischen Krone), после чего в 1840 году Гертнеру было пожаловано дворянство. Он также был командором Ордена Искупителя (Erlöser-Ordens) и офицером бельгийского Ордена Леопольда (des belgischen Leopoldsordens).
Фридрих фон Гертнер женился в Мюнхене в 1822 году на Катарине Хесс (1798—1832) а, после её смерти, на её сестре Ламбертине Хесс (1804—1852) в 1834 году. Сёстры были дочерьми гравёра и профессора Дюссельдорфской академии искусств Карла Эрнста Кристофа Хесса (1755—1828). От первого брака у Гертнера были двое сыновей: Фридрих (1824—1905), архитектор и живописец-пейзажист, Карл (1827—1894), живописец и дочь Шарлотта († 1909).

## Архитектурный стиль
Типичным для многих построек Гертнера был так называемой «стиль круглой арки» (Rundbogenstil), происхождение которого связывают с именем Генриха Хюбша. В этом стиле часто повторяется в качестве ведущего мотива полуциркульная арка — один из основных элементов средневековой романской и византийской архитектуры. На этом основании творчество Гертнера относят к неороманскому стилю. Однако во многих случаях, как например, в фасадах здания Баварской государственной библиотеки и мюнхенского Университета на Людвигштрассе, Гертнер явно следует конкретным итальянским прототипам: палаццо итальянского Возрождения. Поэтому его считают одним из главных представителей стиля неоренессанс, получившим интенсивное развитие именно в середине XIX века.
В качестве придворного архитектора короля Баварии Людвига I, который был филэллином и стремился превратить Мюнхен, столицу Баварии, в «Новые Афины на Изаре», Гертнер, как и его ближайший сотрудник Лео фон Кленце, создавали стиль, который именуют по-разному: неогреческим, новым, баварским, или мюнхенским, эллинизмом, помпейским стилем.
В 1839—1847 годах по идее короля Людвига Фридрих фон Гертнер построил в окрестностях Ашаффенбурга «Помпейский дом» (Pompejanum), воспроизводящий помпейскую виллу «Casa dei Dioscuri» со всей обстановкой: мебелью, росписями стен, два атриума с водным бассейном, дополнеными мраморными скульптурами, изделиями из бронзы (в настоящее время на вилле располагается музей).
В Вюрцбурге Людвиг I приказал своему придворному архитектору построить новую главную синагогу в «египетском стиле» (1837—1841).
Таким образом, оставаясь в границах классицизма, Фридрих фон Гертнер испытал воздействие идеологии историзма и решал практические проектные, эстетические и художественно-образные задачи, привлекая элементы самых разных «исторических стилей». Его называли эклектиком, однако в каждом отдельном случае архитектор достигал стилевой цельности.

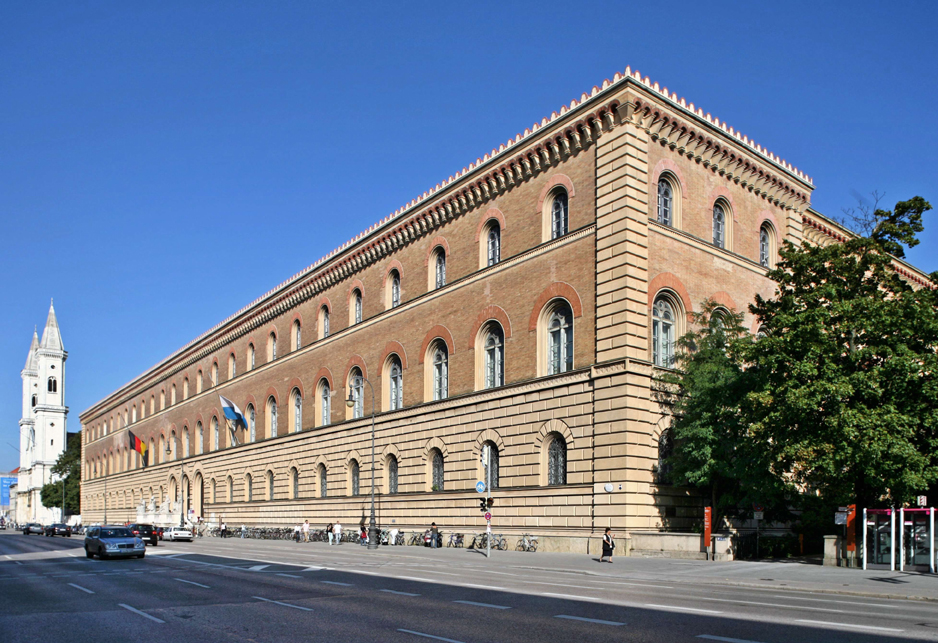
Здание Баварской государственной библиотеки. 1832—1842
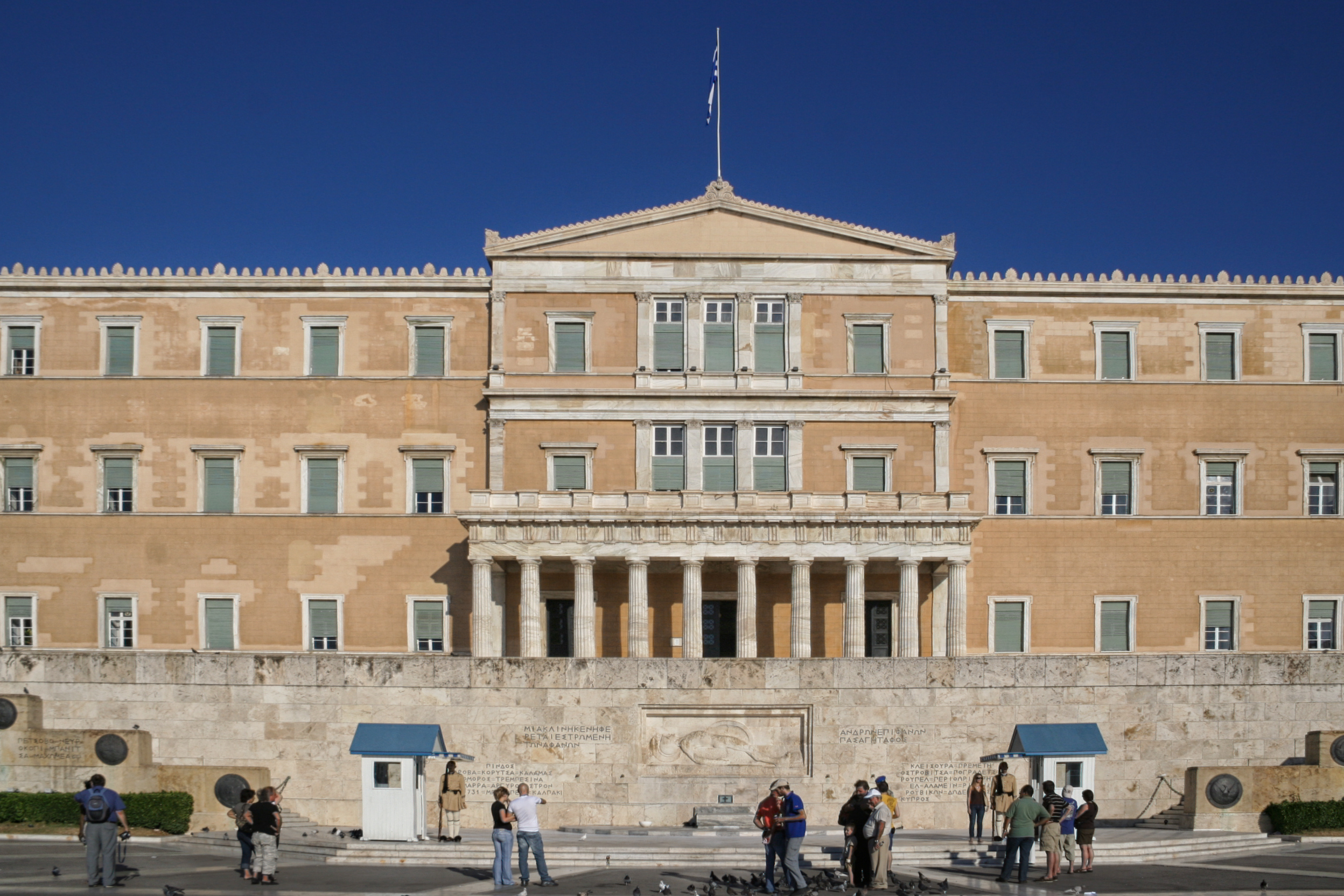
Старый королевский дворец в Афинах. 1836—1843
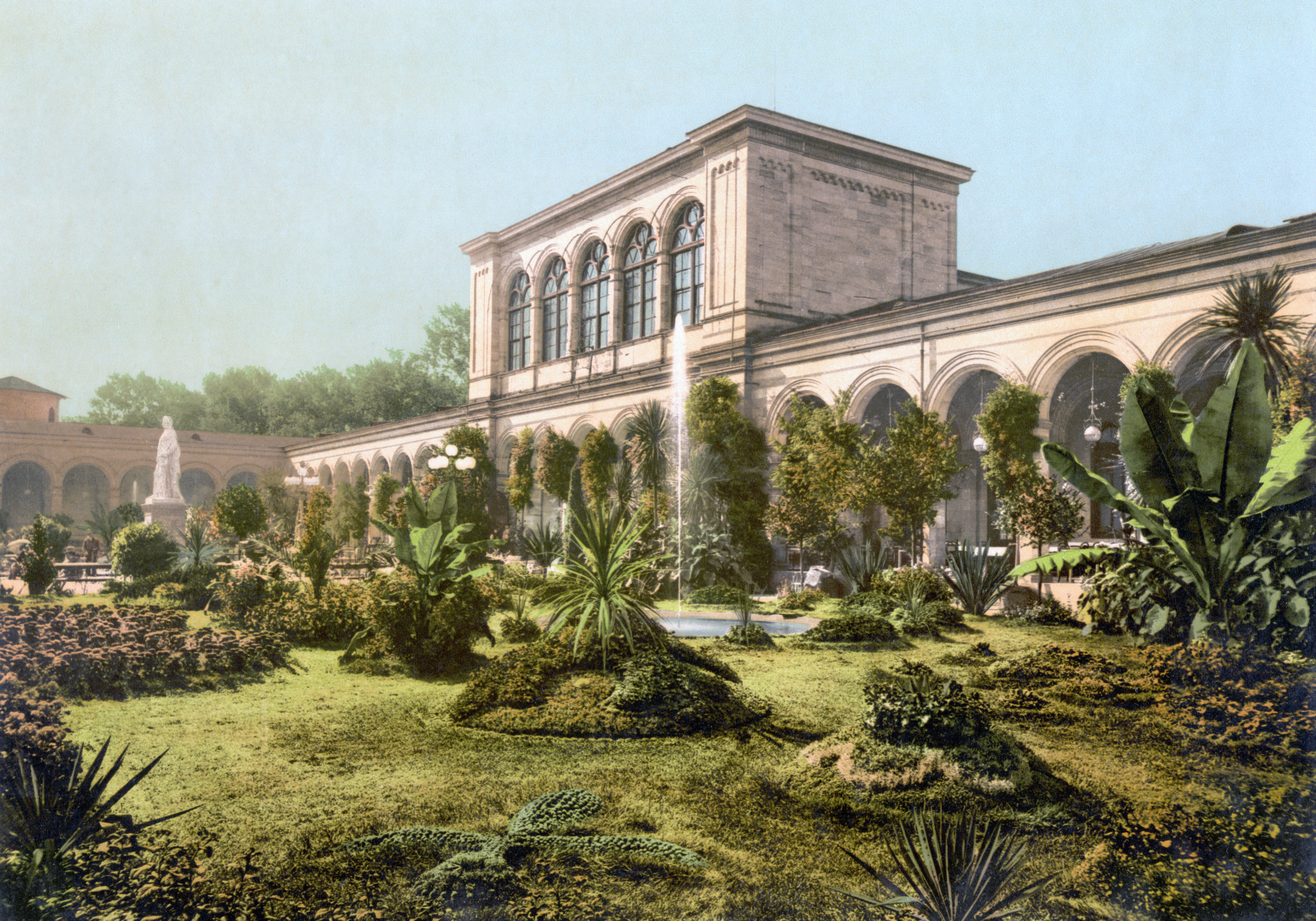
Санаторный павильон. 1835—1838. Бад-Киссинген
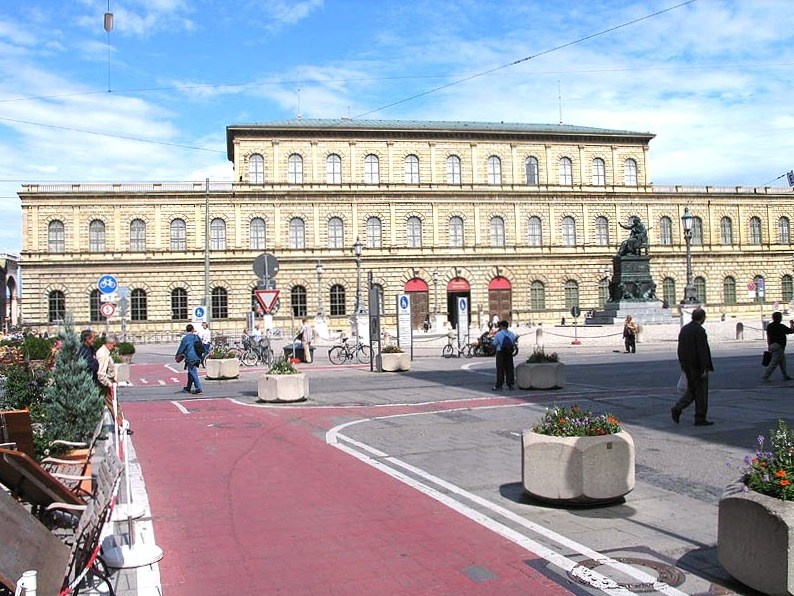
Фасад резиденции по Макс-Йозеф-Плац. Мюнхен. 1840-е гг. Л. фон Кленце, Ф. фон Гертнер
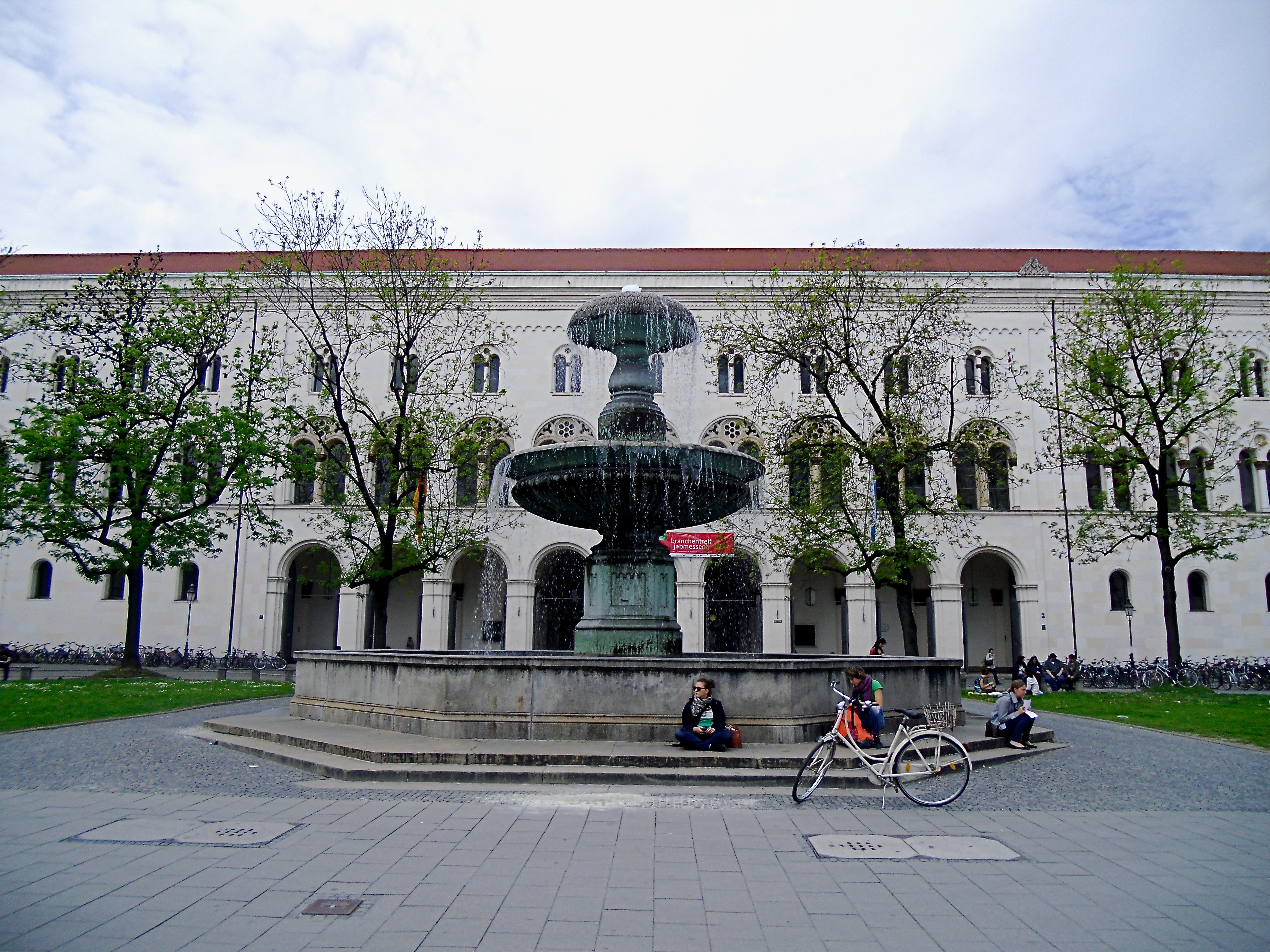
Фасад главного здания Университета Людвига Максимилиана в Мюнхене. 1835—1840
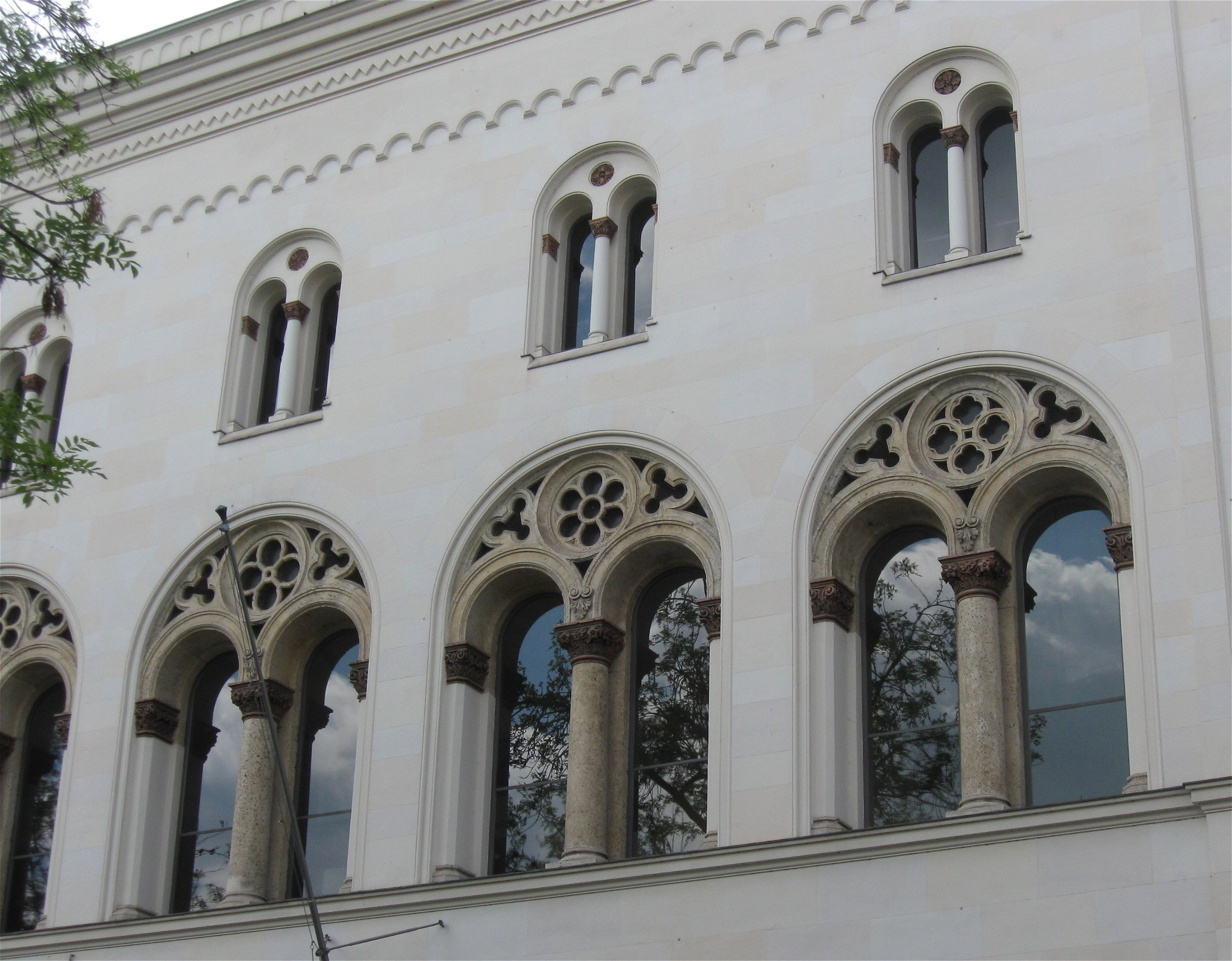
Деталь фасада
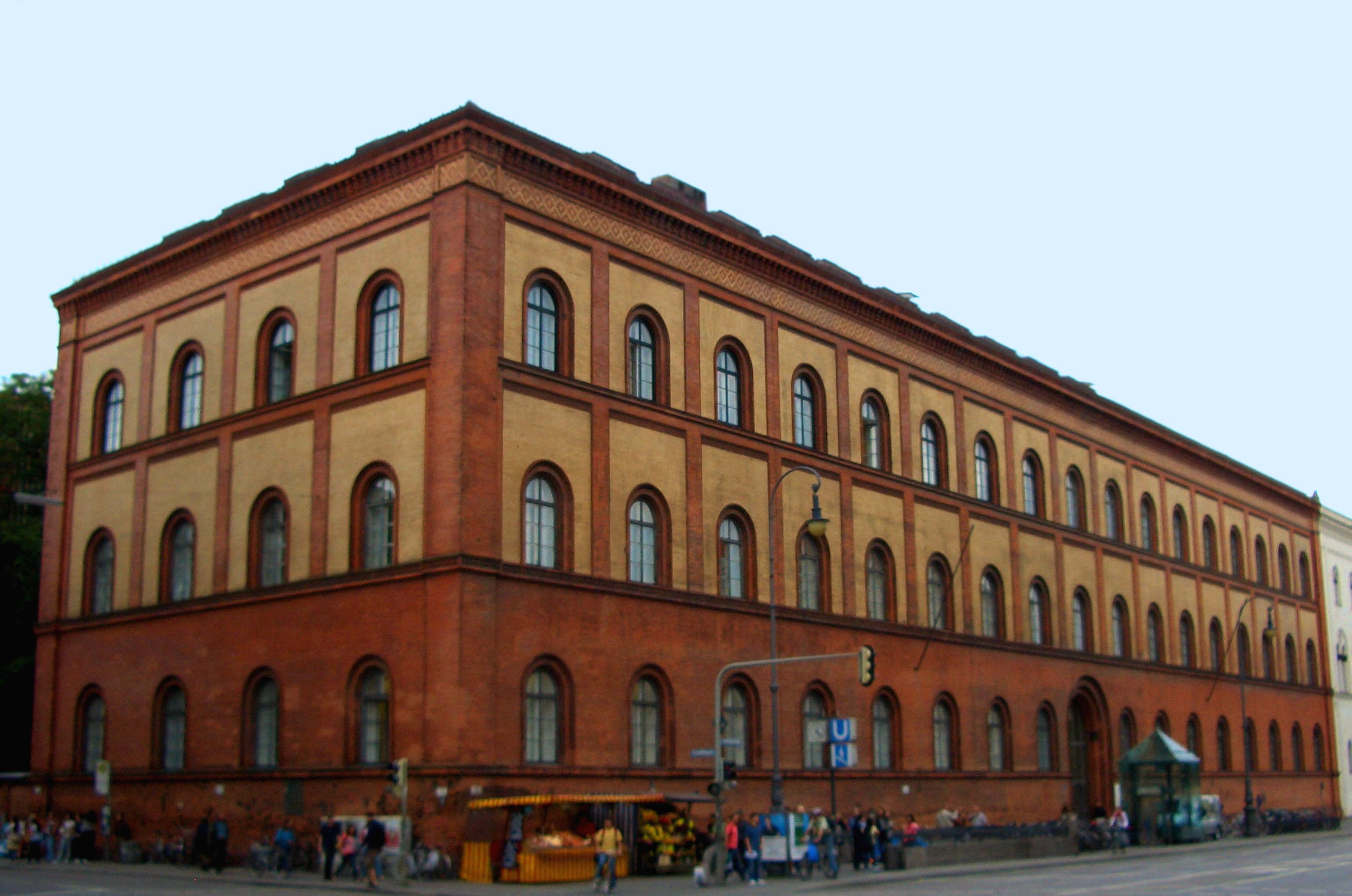
Библиотека Мюнхенского университета. 1835—1840
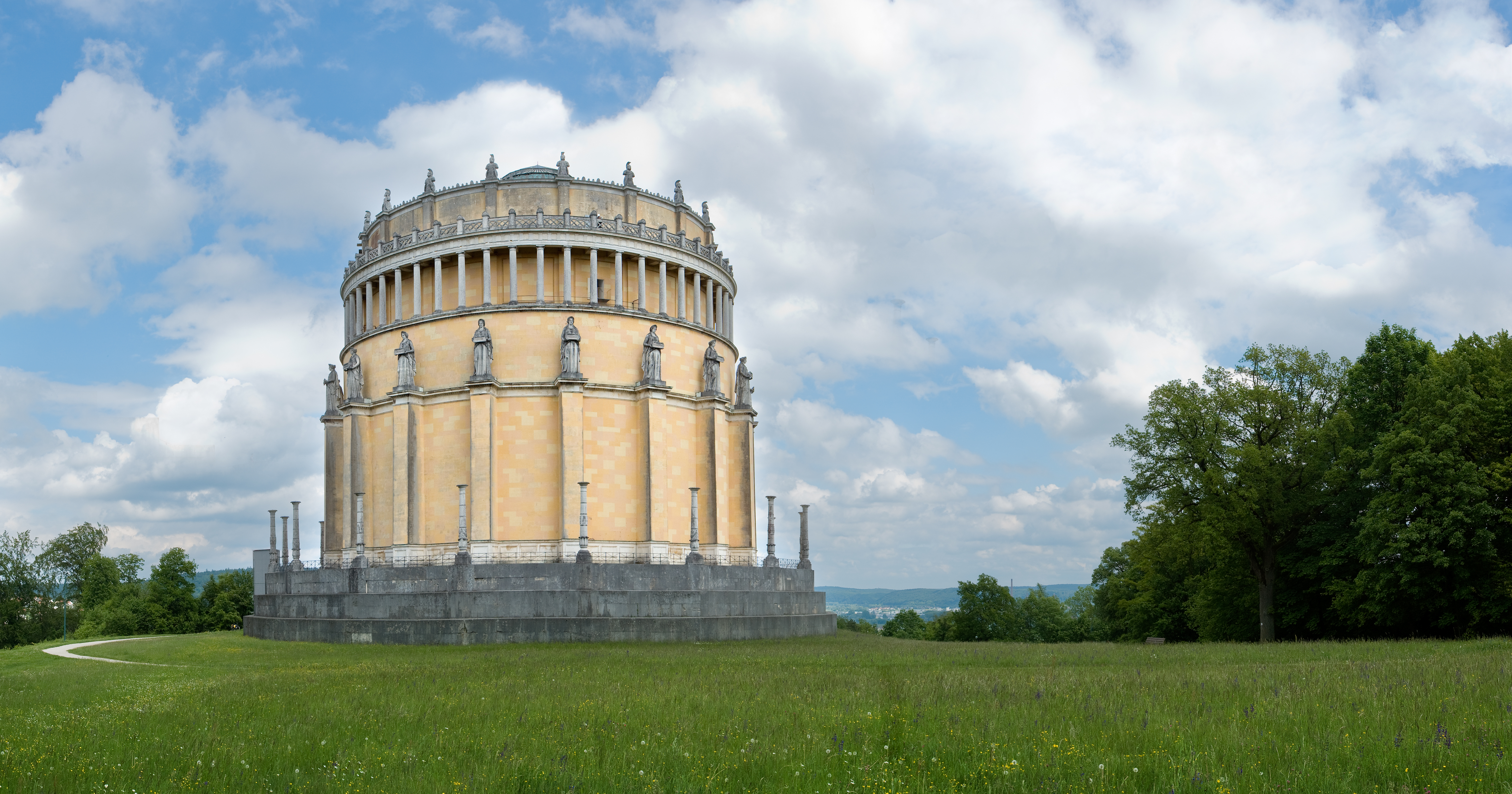
«Зал Освобождения». 1842—1863
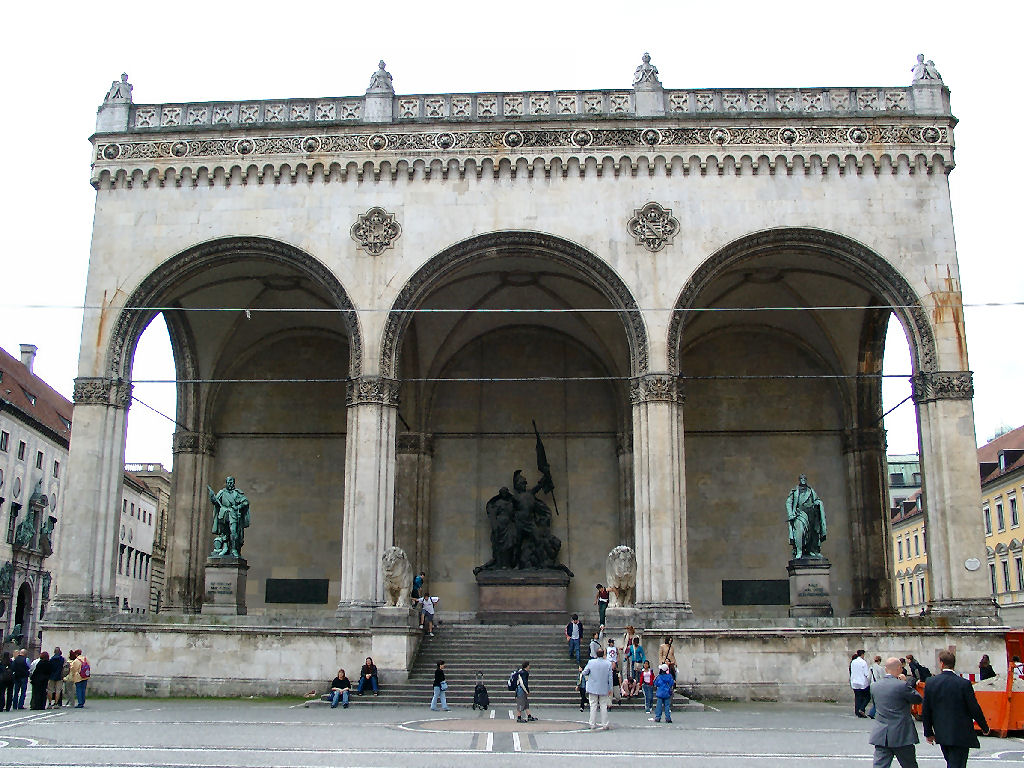
Фельдхернхалле. 1841—1844. Одеонсплац, Мюнхен
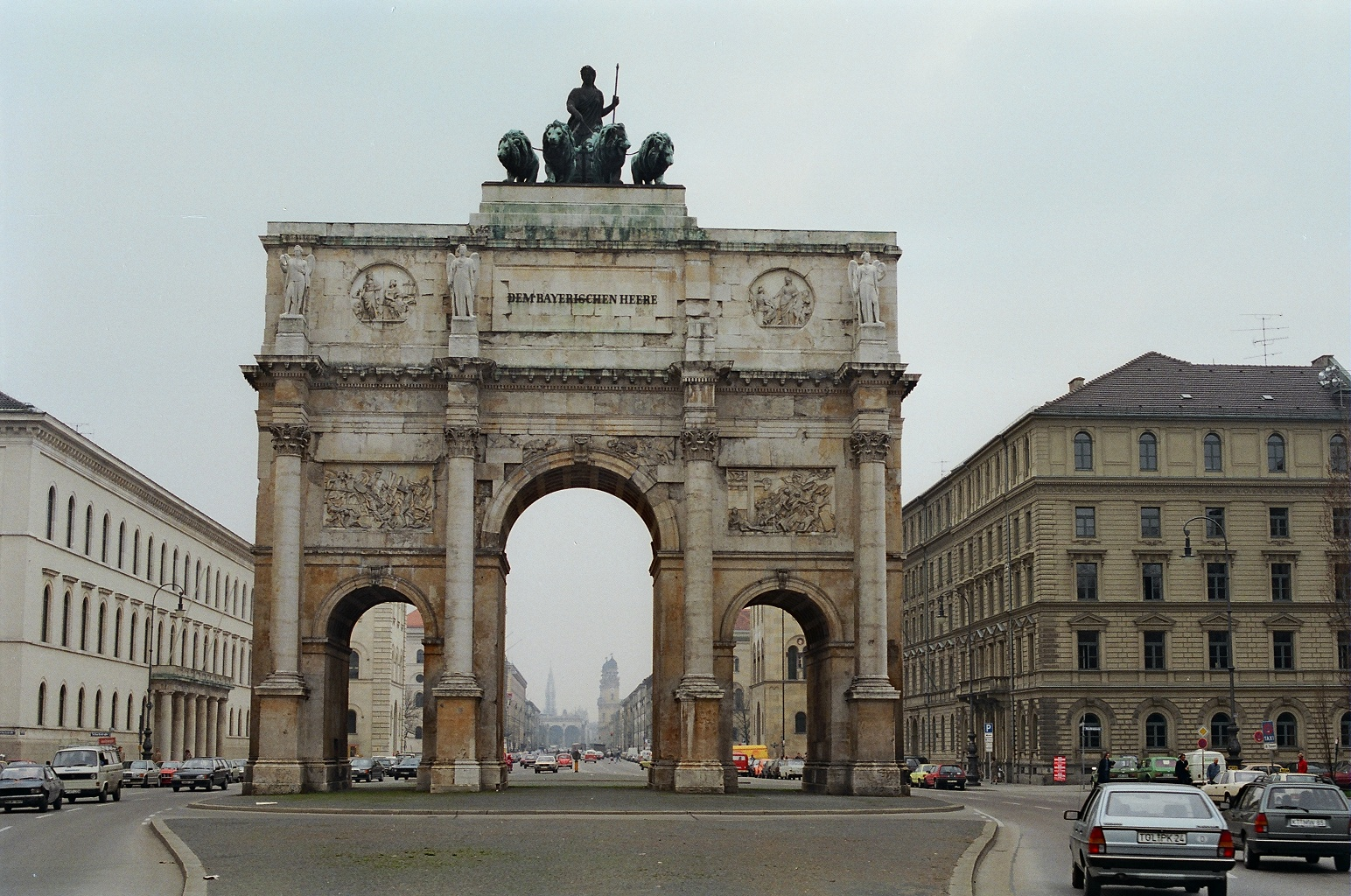
Ворота победы. 1843—1850. Людвигштрассе, Мюнхен
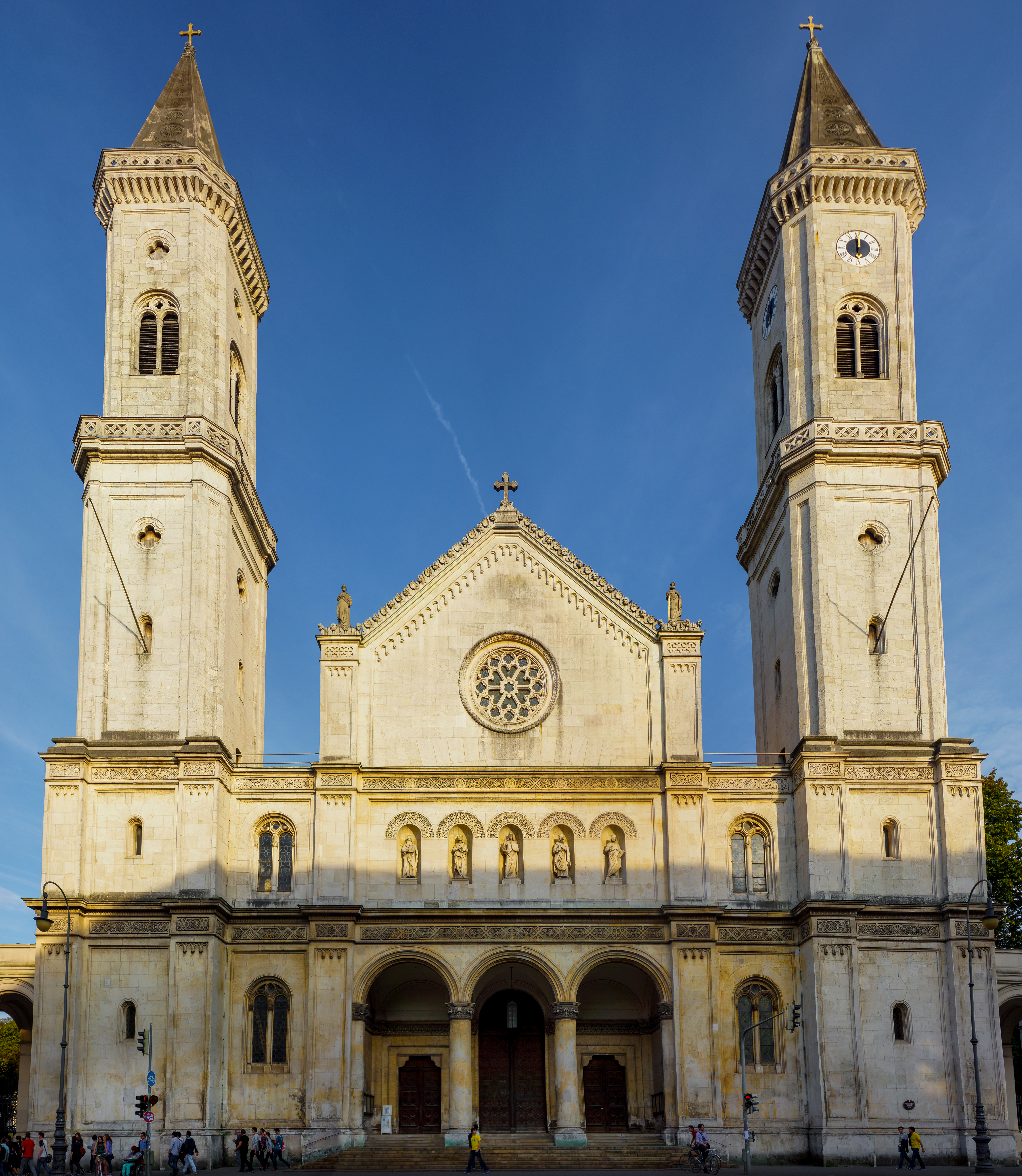
Людвигскирхе. 1829—1844. Мюнхен